# Sha.
sha. (eigentlich Andreas Rodler, * 11. Januar 1972 in Hartberg) ist ein österreichischer Künstler. Er wurde durch multimediale Kunstprojekte wie das Haus der Musik in Wien und durch das Kunst-Liege-Objekt AlphaSphere bekannt.

## Leben
Andreas Rodler absolvierte ab 1990 ein Studium der Kompositionslehre, Musiktheorie und Elektroakustik an der Universität für Musik und darstellende Kunst Wien und dem Centre Pompidou in Paris. Von 1995 bis 1996 folgte ein Studienaufenthalt am Klanglabor des IRCAM – Centre Pompidou Paris. Seine AlphaSphere war eine der österreichischen Beteiligungen an der International Contemporary Furniture Fair (ICFF 2008) in New York.
Seit Mitte der 1990er Jahre beschäftigt er sich in seiner künstlerischen Arbeit vor allem mit der Wahrnehmung des Menschen, er geht dabei vom Medium Klang aus. In seinen Werken setzt er unter anderem Symphonieorchester, experimentelles Musiktheater, Klanginstallationen und selbst gebaute Klangobjekte ein. Er entwickelte Videoarbeiten, interaktive Ausstellungen, und telematisch vernetzte Medienprojekte (Kooperationen mit ORF, WDR, BR, ARTE, Radio France, EBU).
Heute arbeitet er unter dem Künstlernamen „sha.“ an Projekten und Wellnessgeräten, die durch eine Verbindung der Sinne (multisensorisch) neue, synästhetische Wahrnehmungsfelder öffnen sollen. Vom Medium Klang ausgehend sollen Verbindungen zu anderen Sinnesqualitäten hergestellt werden. Farbe, Licht, Form, Haptik, Wärme, Duft sollen durch Klang in eine Gesamterfahrung der immersiven Kunst vereinigt werden.
Am Institut für Wahrnehmungsforschung GmbH in Wien entwickelt er Projekte gemeinsam mit verschiedenen interdisziplinären Expertenteams. Gefördert werden diese Entwicklungsarbeiten unter anderem vom AWS Impulsprogramm (Austria Wirtschaftsservice), dem WWFF (Wiener Wirtschaftsförderungsfonds), der Departure (Creative Industries Wien) und der Wirtschaftskammer Österreich.
Rodler tritt international auch als Vortragender und Kreativberater auf. Seine Themen beziehen sich auf Kreativität, Wahrnehmung, die Beziehung zwischen Kunst, Wissenschaft und Wirtschaft und Selbstfindung.
Zur Vermarktung seiner Objekte wurde im Jahr 2005 die sha. Holding GmbH mit Sitz in Wien gegründet.

## Projekte (Auswahl)

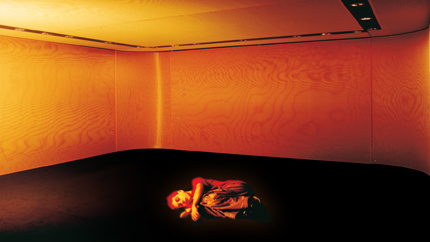
Sonosphere

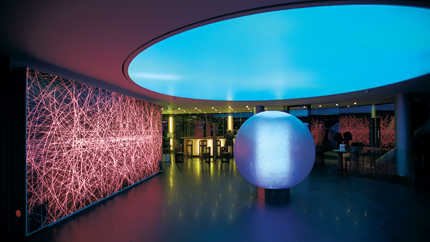
Outer Space

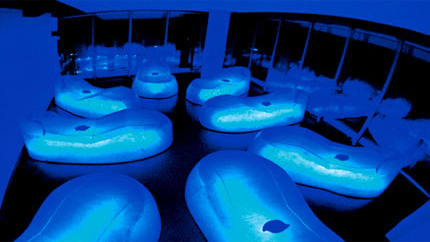
Liquide Relax Landschaft

- Licht-Klang-Tunnel, mit Licht und Klang gestalteter Durchgang im Studentenheim in der alten Zwirnerei auf der Erba-Insel in Bamberg
- Wolke 7 Cloud 9, Wellnessobjekt
- AlphaSphere, Liegeobjekt
- RaumScheiben, BTV Zentrale Innsbruck, Neuer Aufsichtsratssaal, Österreichischer Bauherrenpreis 2006
- Sonosphere, Haus der Musik, Wien, 2.300 m³ interaktive Klangerfahrungswelt, Österreichischer Museumspreis 2002
- Outer Space, Red Bull Hangar-7, Flughafen Salzburg, medialer Erfahrungsraum
- Blue Space, Caracalla Therme, Baden-Baden, Wellnesslandschaft
- KlangEllipse ID, EU Kulturprogramm, Österreichischer Preis für Kunst im öffentlichen Raum 2003[3]
- Stimmen Gottes, ORF und André Heller, Marrakesch/Marokko
- Summer, das Internet als Musikinstrument, Koproduktion von Ars Electronica Linz, Unesco Rostrum, ORF Ö1, Kunsthalle Wien, NGBK Berlin, ZKM Karlsruhe, Kulturabteilung der Stadt Wien, BKA Kunstsektion

## Preise und Auszeichnungen

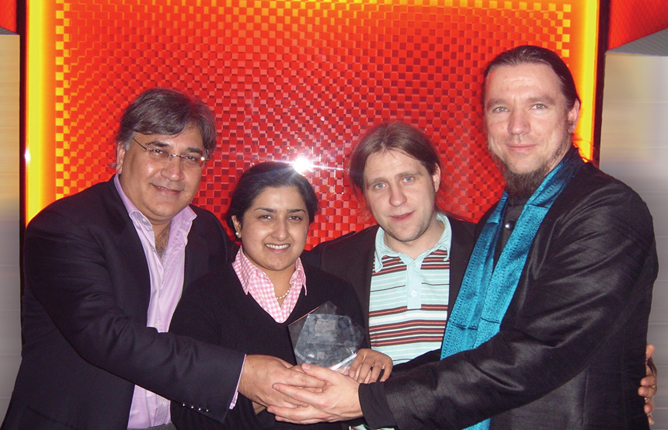
sha. bei der Verleihung des Indian Awards mit Pav Mahal, Niqi Kundhi und Bob Bork

- Österreichischer Museumspreis (Bundesministerium für Unterricht, Kunst und Kultur)
- Österreichischer Preis für Kunst im öffentlichen Raum (Künstlerhaus Wien)
- European Spa Award, Monaco
- Indian Award for the most innovative product
- Ausgezeichnetes Innovationsprojekt bei “Creative Industries” (WWFF)
- Prämierung bei internationalem Gestaltungswettbewerb „Prater Neu“ (Stadt Wien)
- Theodor-Körner-Preis für Wissenschaft und Kunst
- Max-Brand-Preis für Elektronische Musik
- Carl Maria von Weber Preis der Musikfestspiele Dresden
- Preisträger beim Musikprotokoll / Steirischer Herbst Graz
- Republik Österreich: Staatsstipendium für Komposition
- Auszeichnungen der interdisziplinären Forschungsaktivitäten, unter anderem durch das Erwin-Schrödinger-Forschungsstipendium (FWF)

## Publikationen
- Katalog "sounds good", Brandstätter Verlag, Wien, 2002
- CD "evolution machine", Haus der Musik Edition, Wien, 2000
- CD "stimmen gottes", ORF Ö1 Edition, Wien, 1999
- CD "living room music", ORF Ö1 Edition, Wien, 1997